# Serguéi Mudrov
Serguéi Mudrov (Rusia, 8 de septiembre de 1990) es un atleta ruso especializado en la prueba de salto de altura, en la que consiguió ser campeón europeo en pista cubierta en 2013.

## Carrera deportiva
En el Campeonato Europeo de Atletismo en Pista Cubierta de 2013 ganó la medalla de oro en el salto de altura, con un salto por encima de 2.35 metros, por delante de su paisano ruso Aleksey Dmitrik (plata con 2.33 metros) y del checo Jaroslav Bába (bronce con 2.31 metros).